# Friedrich Pollak
Friedrich Pollak (25. června 1831 Dolní Bolíkov - 9. března 1914 Vídeň) byl moravský továrník židovského původu. 

## Život
Narodil se jako syn obchodníka se střižním zbožím. Pracovní kariéru začal jako asistent učitele ve škole v Písečné, po zrovnoprávnění židů v rámci císařství odešel do Vídně. V roce 1860 se stal spoluzakladatelem firmy Hackl & P. ve Vídni, která se specializovala na výrobu vlněných a hedvábných látek. 
Později přesunul výroba do Fulneku, kde byly zřízeny tři továrny (první zajišťovala mechanické tkaní, barvení a apreturou, druhá se zabývala zpracováním vlny a třetí tkaním). Pollakova firma měla pobočky ve Vídni, Vítkově, Budišovu nad Budišovkou a Ždírci nad Doubravou. Na přelomu 19. a 20. století bylo ve firmě, která v tu dobu nesla název K. k. privilegierte Tücher- und Modewarenfabrik F. P., Fulnek-Wien ve Fulneku okolo 1000 dělníků. 
Pollakova firma exportovala čenilové deky do USA od 70. let 19. století až do zavedení takzvaného McKinleyho tarifu v roce 1890.

## Ocenění
Výrobky Pollakovy firmy získaly ceny na výstavách v Grazu (1870), Vídni (1873), Melbourne (1888) a Paříži (1889).